# Mattia di Bretagna
Mattia in francese Mathias de Bretagne (... – 1103/4) fu Conte di Nantes dal 1084 alla sua morte.

## Origine
Mattia, secondo il  Ex Chronico Briocensi, era il figlio secondogenito del Conte di Cornovaglia, conte di Nantes, poi anche conte di Rennes e duca di Bretagna, Hoel II e della moglie (come ci conferma ancora il  Ex Chronico Briocensi), la duchessa di Bretagna e contessa di Rennes, Havoise, che, secondo la Genealogiae comes Flandriae era figlia del conte di Rennes e duca di Bretagna, Alano III e della moglie (come ci conferma la Ex Chronicon Kemperlegiense, Bertha di Blois.
Hoel II di Bretagna, sempre secondo il Ex Chronico Briocensi era figlio del conte di Cornovaglia, Alano Canhiart e della moglie, Giuditta di Nantes, che, sempre secondo il Ex Chronico Briocensi , era figlia del conte di Nantes, Judicael di Nantes, discendente dai conti di Nantes; infatti Judicael di Nantes, secondo La chronique de Nantes, era il figlio illegittimo primogenito del conte di Vannes e di Nantes e duca di Bretagna (dal 960 al 981), Hoel I, a sua volta figlio illegittimo primogenito del conte di Vannes e di Nantes e duca di Bretagna, Alano II Barbatorta, e della sua amante (come ci conferma anche lo storico bretone, Guy Alexis Lobineau, nel suo Histoire de Bretagne, Tome I), Giuditta († dopo il 952), di cui non si conoscono gli ascendenti, come ci conferma anche il documento n° XXXIX de La chroniques de nantes.

## Biografia
Verso il 1072, Mattia viene citata nel documento n° CCCXXXIII del Cartulaire de l'abbaye de Redon en Bretagne, assieme al padre Hoel, alla madre Havoise ed ai due fratelli: Alano Fergent e Oddone.
Mattia viene citato anche nel documento n° LXXV del Cartulaire de l´abbaye de Sainte-Croix de Quimperlé, in cui sua nonna materna, Bertha di Blois, nel 1075, fece una donazione all'abbazia di Sainte-Croix de Quimperlé, in suffragio della propria anima e di quelle dei suoi discendenti, tra cui Mattia.
La Ex Chronico Britannico riporta la morte di suo padre, Hoel II, il 15 aprile 1084. L'anno della morte viene confermato, sia dal Cartulaire de l´abbaye de Sainte-Croix de Quimperlé, che dal Chronicon Kemperlegiense che conferma anche il giorno: 15 aprile (Idibus April).
A Hoel II, nei titoli di Conte di Cornovaglia, conte di Rennes e duca di Bretagna succedette il figlio primogenito Alano Fergent, come Alano IV; mentre nel titolo di conte di Nantes, sempre secondo il  Ex Chronico Briocensi, col permesso del fratello Alano IV, succedette il secondogenito, Mattia, come Mattia II.
Mattia, titolato conte di Nantes, viene ancora citato in un documento del Memoires pour servir de preuves a l'histoire de Bretagne (di Pierre-Hyacinte Morice), non datato e inerente alla fondazione di un priorato.
Col documento n° XXV del Recueil d'actes inédits des ducs et princes de Bretagne (XIe, XIIe, XIIIe siècles) dello storico francese, Arthur de La Borderie, datato 1091, Mattia, auto-definitosi conte di Nantes, donò al monastero Sainte-Croix di Quimperlé, un'isola nella Loira, denominata Colber.
Mattia morì tra il 1003 ed il 1004: infatti sia il Ex Chronico Ruyensis Cœnobii, che il Ex Chronico Kemperlegiensis, ed anche il Chronicon Universum del Cartulaire de l´abbaye de Sainte-Croix de Quimperlé, riportano la morte di Mattia nel 1003; mentre il Ex Chronico Britannico Altero la riporta nel 1004.
Siccome, sempre secondo il  Ex Chronico Briocensi, morì senza discendenza, la contea di Nantes andò a suo fratello, il primogenito, Alano IV.

## Matrimonio e discendenti
Mattia aveva sposato Ermengarda, di cui non si conoscono gli ascendenti; la moglie viene citata in un documento del Memoires pour servir de preuves a l'histoire de Bretagne (di Pierre-Hyacinte Morice), non datato e inerente alla fondazione di un priorato.
Mattia, sempre secondo il  Ex Chronico Briocensi, non ebbe discendenti, né dalla moglie né da eventuali amanti

### Fonti primarie
- (LA)  La chroniques de nantes.
- (LA)  Recueil d'actes inédits des ducs et princes de Bretagne (XIe, XIIe, XIIIe siècles) di Arthur Le Moyne de La Borderie.
- (LA)  Monumenta Germaniae Historica, Scriptores, tomus IX.
- (LA)  Memoires pour servir de preuves a l'histoire de Bretagne.
- (LA)  Rerum Gallicarum et Francicarum Scriptores, tomus XII.
- (LA)  Cartulaire de l'abbaye de Redon en Bretagne.
- (LA)  Cartulaire de l´abbaye de Sainte-Croix de Quimperlé.
- (LA)  Stephani Baluzii Miscellaneorum, Liber I.

### Letteratura storiografica
- Louis Halphen, "La Francia dell'XI secolo", cap. XXIV, vol. II (L'espansione islamica e la nascita dell'Europa feudale) della Storia del Mondo Medievale, 1999, pp. 770–806.
- (FR)  Lobineau, G. A. (1707) Histoire de Bretagne (Paris), Tome I.
- (FR)  La chroniques de nantes.